# Dolní Poustevna (stacja kolejowa)
Dolní Poustevna – stacja kolejowa w Dolní Poustevna, w kraju usteckim, w Czechach. Znajduje się na wysokości 330 m n.p.m.
Jest obsługiwana przez České dráhy i innych przewoźników, zarządzana jest przez Správę železnic. Na stacji nie ma możliwości zakupu biletów, a obsługa podróżnych odbywa się w pociągu.

## Linie kolejowe
- 083 Rumburk – Sebnitz